# Martha Araújo
Martha Araújo, född 12 maj 1996, är en friidrottare från Colombia. Hon deltog vid olympiska sommarspelen 2024.